# Dayan Otschir Khan
Dayan Otschir Khan auch Tendzin Dorje oder Dajan Chan (mongolisch ᠳᠠᠶᠠᠨ ᠬᠠᠭᠠᠨ dayan qaɣan; † 1668) war ein Fürst der westmongolischen Khoshuud, eines Unterstammes der Oiraten. Er war Sohn und Nachfolger von Gushri Khan. Er war in Lhasa stationiert. Nach Gushri Khans Tod wurde er der zweite Khoshuud-Khan in Tibet und regierte von 1655 bis 1668. Sein Nachfolger wurde 1668 Dalai Khan.